# Inversija
Inversija (mã ICAO = INV) là hãng hàng không vận chuyển hàng hóa của Latvia, trụ sở ở Riga. Căn cứ chính của hãng ở Sân bay quốc tế Riga.

## Lịch sử
Inversija được thành lập và bắt đầu hoạt động từ tháng 3/1991. Hãng đảm nhiệm dịch vụ vận chuyển đủ loại hàng hóa và bảo trì máy bay cho các hãng khác.

## Đội máy bay
(Tháng 3/2007):
- 2 Ilyushin Il-76T
- 1 Ilyushin Il-76TD